# 백세누리쇼
《백세누리쇼》는 TV조선의 교양 프로그램이다. 2019년 12월 11일 ~ 매주 (수) 19:00 100세 시대를 살아가는 현대인들에게 전하는 신개념 건강 강연쇼